# Wanted: The Sundance Woman
Wanted: The Sundance Woman es un telefilme estadounidense de drama y wéstern de 1976, dirigido por Lee Philips, escrito por Richard Fielder y Herschell Gordon Lewis, musicalizado por Fred Karlin, en la fotografía estuvo Terry K. Meade y los protagonistas son Katharine Ross, Steve Forrest y Stella Stevens, entre otros. Este largometraje fue producido por 20th Century Fox Television y se estrenó el 1 de octubre de 1976.

## Sinopsis
Una mujer sola y desesperada luego de los fallecimientos de Butch y Sundance, necesita que Pancho Villa la ayude, este accede a cambio de armas y municiones.